# Campionato spagnolo di pallamano maschile
Il campionato spagnolo di pallamano maschile è l'insieme dei tornei istituiti ed organizzati dalla RFEBM, la federazione di pallamano della Spagna.
Dalla stagione 1951-52 esiste in Spagna un campionato di massima divisione maschile; attualmente il torneo si chiama Liga ASOBAL.
I vincitori di tale torneo si fregiano del titolo di campioni di Spagna; dall'origine a tutto il 2013 si sono tenute 62 edizioni del torneo.
La squadra che vanta il maggior numero di campionati vinti è l'FC Barcellona con 20 titoli (l'ultimo nel 2012-13), a seguire il BM Granollers con 13 titoli (l'ultimo nel 1973-74) e il BM Atletico Madrid con 11 titoli (l'ultimo nel 1984-85); l'attuale squadra campione in carica è l'FC Barcellona che ha vinto il titolo 2012-2013.

## Struttura

### Liga ASOBAL
È il massimo campionato maschile e si svolge tra 16 squadre.

La squadra 1ª classificata al termine del torneo è proclamata campione di Spagna.

Le squadre classificate agli ultimi due posti in classifica retrocedono in División de Honor Plata nella stagione successiva.

### División de Honor Plata
È il campionato maschile di secondo livello e si svolge tra 16 squadre.

La squadra 1ª classificata al termine della stagione regolare e la vincente dei play off promozione sono promosse in Liga ASOBAL nella stagione successiva.

Retrocedono in Primera División Nacional nella stagione successiva le squadre classificate al 16º posto alla fine della stagione regolare e le due perdenti i play-out. 

### Primera División Nacional
È il campionato maschile di terzo livello e si svolge tra 84 squadre divise in 6 gruppi da 14 club ciascuno.

Le prime due squadre classificate al termine della stagione regolare si qualificano per i play off promozione.

Retrocedono in Segunda División Nacional nella stagione successiva le squadre classificate al 14º posto alla fine della stagione regolare di ciascun gruppo. 

### Organigramma
Quella che segue è la struttura dei tornei.
| Livello | Campionato                                   | Campionato                                   | Campionato                                   | Campionato                                   | Campionato                                   | Campionato                                   |
| 1       | Liga ASOBAL 16 clubs                         | Liga ASOBAL 16 clubs                         | Liga ASOBAL 16 clubs                         | Liga ASOBAL 16 clubs                         | Liga ASOBAL 16 clubs                         | Liga ASOBAL 16 clubs                         |
| 2       | División de Honor Plata 16 clubs             | División de Honor Plata 16 clubs             | División de Honor Plata 16 clubs             | División de Honor Plata 16 clubs             | División de Honor Plata 16 clubs             | División de Honor Plata 16 clubs             |
| 3       | Primera División Girone 1 14 clubs           | Primera División Girone 2 14 clubs           | Primera División Girone 3 14 clubs           | Primera División Girone 4 14 clubs           | Primera División Girone 5 14 clubs           | Primera División Girone 6 14 clubs           |
| 4       | Segunda División Nacional Gironi regionali   | Segunda División Nacional Gironi regionali   | Segunda División Nacional Gironi regionali   | Segunda División Nacional Gironi regionali   | Segunda División Nacional Gironi regionali   | Segunda División Nacional Gironi regionali   |
| 5       | Segunda División Nacional B Gironi regionali | Segunda División Nacional B Gironi regionali | Segunda División Nacional B Gironi regionali | Segunda División Nacional B Gironi regionali | Segunda División Nacional B Gironi regionali | Segunda División Nacional B Gironi regionali |
| 6       | Primera Territorial Gironi provinciali       | Primera Territorial Gironi provinciali       | Primera Territorial Gironi provinciali       | Primera Territorial Gironi provinciali       | Primera Territorial Gironi provinciali       | Primera Territorial Gironi provinciali       |
| 7       | Segunda Territorial Gironi provinciali       | Segunda Territorial Gironi provinciali       | Segunda Territorial Gironi provinciali       | Segunda Territorial Gironi provinciali       | Segunda Territorial Gironi provinciali       | Segunda Territorial Gironi provinciali       |
| 8       | Tercera Territorial Gironi provinciali       | Tercera Territorial Gironi provinciali       | Tercera Territorial Gironi provinciali       | Tercera Territorial Gironi provinciali       | Tercera Territorial Gironi provinciali       | Tercera Territorial Gironi provinciali       |

## Albo d'oro
| Edizione    | Vincitore        | N° Titolo  | 2º classificato        | Note |
| ----------- | ---------------- | ---------- | ---------------------- | ---- |
| 1951 - 1952 | Atlético Madrid  | 1º titolo  | San Fernando de Madrid |      |
| 1952 - 1953 | BM Real Madrid   | 1º titolo  | UA San Gervasio        |      |
| 1953 - 1954 | Atlético Madrid  | 2º titolo  | Barcellona             |      |
| 1954 - 1955 | CE Sabadell      | 1º titolo  | Granollers             |      |
| 1955 - 1956 | Granollers       | 1º titolo  | Atlético Madrid        |      |
| 1956 - 1957 | Granollers       | 2º titolo  | CE Sabadell            |      |
| 1957 - 1958 | Granollers       | 3º titolo  | Barcellona             |      |
| 1958 - 1959 | Granollers       | 4º titolo  | Atlético Madrid        |      |
| 1959 - 1960 | Granollers       | 5º titolo  | Obras del Puerto       |      |
| 1960 - 1961 | Granollers       | 6º titolo  | Atlético Madrid        |      |
| 1961 - 1962 | Atlético Madrid  | 3º titolo  | Granollers             |      |
| 1962 - 1963 | Atlético Madrid  | 4º titolo  | Granollers             |      |
| 1963 - 1964 | Atlético Madrid  | 5º titolo  | Salleko                |      |
| 1964 - 1965 | Atlético Madrid  | 6º titolo  | Salleko                |      |
| 1965 - 1966 | Granollers       | 7º titolo  | Atlético Madrid        |      |
| 1966 - 1967 | Granollers       | 8º titolo  | Atlético Madrid        |      |
| 1967 - 1968 | Granollers       | 9º titolo  | Barcellona             |      |
| 1968 - 1969 | Barcellona       | 1º titolo  | Altos Hornos           |      |
| 1969 - 1970 | Granollers       | 10º titolo | Atlético Madrid        |      |
| 1970 - 1971 | Granollers       | 11º titolo | Barcellona             |      |
| 1971 - 1972 | Granollers       | 12º titolo | Atlético Madrid        |      |
| 1972 - 1973 | Barcellona       | 2º titolo  | Picadero               |      |
| 1973 - 1974 | Granollers       | 13º titolo | Atlético Madrid        |      |
| 1974 - 1975 | Calpisa Alicante | 1º titolo  | Barcellona             |      |
| 1975 - 1976 | Calpisa Alicante | 2º titolo  | Atlético Madrid        |      |
| 1976 - 1977 | Calpisa Alicante | 3º titolo  | Atlético Madrid        |      |
| 1977 - 1978 | Calpisa Alicante | 4º titolo  | Atlético Madrid        |      |
| 1978 - 1979 | Atlético Madrid  | 7º titolo  | Calpisa Alicante       |      |
| 1979 - 1980 | Barcellona       | 3º titolo  | Calpisa Alicante       |      |
| 1980 - 1981 | Atlético Madrid  | 8º titolo  | Barcellona             |      |
| 1981 - 1982 | Barcellona       | 4º titolo  | Atlético Madrid        |      |
| 1982 - 1983 | Atlético Madrid  | 9º titolo  | Barcellona             |      |
| 1983 - 1984 | Atlético Madrid  | 10º titolo | Barcellona             |      |
| 1984 - 1985 | Atlético Madrid  | 11º titolo | Barcellona             |      |
| 1985 - 1986 | Barcellona       | 5º titolo  | Atlético Madrid        |      |
| 1986 - 1987 | Bidasoa Irun     | 1º titolo  | Barcellona             |      |
| 1987 - 1988 | Barcellona       | 6º titolo  | CD Cajamadrid          |      |
| 1988 - 1989 | Barcellona       | 7º titolo  | Cantabria              |      |
| 1989 - 1990 | Barcellona       | 8º titolo  | Cantabria              |      |
| 1990 - 1991 | Barcellona       | 9º titolo  | Cantabria              |      |
| 1991 - 1992 | Barcellona       | 10º titolo |                        |      |
| 1992 - 1993 | Cantabria        | 1º titolo  |                        |      |
| 1993 - 1994 | Cantabria        | 2º titolo  | Bidasoa Irun           |      |
| 1994 - 1995 | Bidasoa Irun     | 2º titolo  | Barcellona             |      |
| 1995 - 1996 | Barcellona       | 11º titolo | Cantabria              |      |
| 1996 - 1997 | Barcellona       | 12º titolo | Ademar León            |      |
| 1997 - 1998 | Barcellona       | 13º titolo | San Antonio            |      |
| 1998 - 1999 | Barcellona       | 14º titolo | Ademar León            |      |
| 1999 - 2000 | Barcellona       | 15º titolo | San Antonio            |      |
| 2000 - 2001 | Ademar León      | 1º titolo  | Barcellona             |      |
| 2001 - 2002 | San Antonio      | 1º titolo  | Barcellona             |      |
| 2002 - 2003 | Barcellona       | 16º titolo | Ciudad Real            |      |
| 2003 - 2004 | Ciudad Real      | 1º titolo  | Barcellona             |      |
| 2004 - 2005 | San Antonio      | 2º titolo  | Ciudad Real            |      |
| 2005 - 2006 | Barcellona       | 17º titolo | Ciudad Real            |      |
| 2006 - 2007 | Ciudad Real      | 2º titolo  | San Antonio            |      |
| 2007 - 2008 | Ciudad Real      | 3º titolo  | Barcellona             |      |
| 2008 - 2009 | Ciudad Real      | 4º titolo  | Barcellona             |      |
| 2009 - 2010 | Ciudad Real      | 5º titolo  | Barcellona             |      |
| 2010 - 2011 | Barcellona       | 18º titolo | Ciudad Real            |      |
| 2011 - 2012 | Barcellona       | 19º titolo | Atlético Madrid        |      |
| 2012 - 2013 | Barcellona       | 20º titolo | Atlético Madrid        |      |